# Mali Dol, Komen
Mali Dol je manjša vas v Občini Komen.

## Registrirana kulturna dediščina v naselju Mali Dol
| Št. | Stavba                                           | Opis | Slika |
| --- | ------------------------------------------------ | --- | ----- |
| 1.  | Komen - Cerkev Marijinega vnebovzetja (EŠD 3766) | Renesančno, prezidano in barokizirano cerkev sestavljajo ravno zaključen prezbiterij, ladja z vzidanim zvonikom na zahodu in zakristija na severu. Prezbiterij je krit s skrlami, ostalo s korci. Obok ladje 1724 poslikal G. Quaglio. Baročna oprema. Datacija enote: zadnja četrtina 16. stol., 1585, druga četrtina 17. stol., 1644, tretja četrtina 18. stol. Avtor(ji): Naslednik Micheleja Bona (arhitekt; 3/4 18. stol.), Giulio Quaglio (slikar; 1724), Ivan Strnad (slikar; 1897). Lokacija: 45°48′58″N 13°45′35″E / 45.816224°N 13.759710°E. |       |